# Tigaki
Tigaki (griechisch Τιγκάκι (n. sg.)) ist ein kleiner Ort auf der griechischen Insel Kos, der direkt am Meer liegt.

## Lage, Geographie, Verkehr
Tigaki liegt rund 10 Kilometer Luftlinie westlich der Stadt Kos auf etwa 0 bis 15 Meter über dem Meeresspiegel. Von der zwischen Kos und Kefalos verlaufenden Hauptverbindungsstraße der Insel ist Tigaki 1,5 Straßenkilometer entfernt. Zum Flughafen Kos bei Andimachia sind es etwa zwölf Kilometer Luftlinie. Im Süden sind die nächsten Orte Marmari, Zipari und Linopotis, weiter im Südwesten Pyli und im Westen Mastichari. Vom Dorfzentrum von Tigaki zum Meer sind es etwa 150 Meter Luftlinie, zum Salzwassersee Alykes rund 400 Meter. Im Norden, etwa 3,5 Kilometer über dem Meer, liegen die Insel Pserimos und die unbewohnte Insel Platy.
Tigaki ist durch Buslinien mit Kos und Kefalos und den dazwischen liegenden Orten verbunden.

## Bevölkerung und politische Gliederung, Wirtschaft
Tigaki gehört zum Gemeindebezirk Dikeos (Δημοτική Ενότητα Δικαίου) der 7130 Personen (2011) beheimatete. Der Gemeindebezirk Dikeos ist in zwei Stadtbezirke (Asfendio und Pyli) mit acht Orten untergliedert. Innerhalb des Stadtbezirks Asfendio (Δημοτική Κοινότητα Ασφενδιού) lebten 4094 Personen (2011), davon in Tigaki 363 Personen.
Tigaki hat sich in den letzten Jahrzehnten von einem landwirtschaftlich orientierten Dorf bzw. Fischerort zu einem Ferienort gewandelt.

## Sehenswürdigkeiten
- Von Tigaki aus ist der Salzsee Alykes gut mit dem Fahrzeug erreichbar. Es sind von der früheren Saline noch einige Objekte erhalten.

- Tigaki Beach und Lambi Beach sind zwei Sandstrände, die gerne von Familien mit kleinen Kindern angenommen werden.[6]